# Calamus barbatus
Calamus barbatus är en enhjärtbladig växtart som beskrevs av Alexander Zippelius och Carl Ludwig von Blume. Calamus barbatus ingår i släktet Calamus och familjen Arecaceae. Inga underarter finns listade i Catalogue of Life.